# Vito Spatafore
Vito Spatafore, Sr. (cca. 1966 - 2006), interpretat de actorul Joseph R. Gannascoli, este un personaj fictiv în seria de televiziune distribuită de HBO, Clanul Soprano. A fost membru al familiei mafiote DiMeo fiind subordonat de-al lui Tony Soprano. Deși a fost căsătorit cu Marie Spatafore și avea doi copii, Francesca și Vito, Jr., în sezonul cinci al serialului se dovedește că Vito este homosexual. Homosexualitatea lui Vito este una din principalele teme tratate în cel de-al șaselea sezon al serialului.
După ce s-a aflat că Vito este homosexual, Phil Leotardo nu a suportat să o vadă pe nevasta acestuia (și verișoara lui Phil) cum suferă în urma acestei situații iar astfel le-a ordonat oamenilor săi „Fat Dom” Gamiello și Gerry Torciano să îl ucidă. Cei doi l-au prins pe Vito într-o cameră de hotel, unde l-au bătut cu bâte până ce Spatafore a murit.

## Crime comise
- Jackie Aprile, Jr. (2001)
- civil (2006)